# Microspizias
Microspizias es un género de aves rapaces accipitriformes de la familia de los accipítridos. Sus 2 especies habitan ambientes forestales de zonas cálidas de América y son denominadas comúnmente gavilancitos o azores.

## Taxonomía
Descripción original
Este género fue descrito originalmente en el año 2021 por George Sangster, Guy M. Kirwan, Jérôme Fuchs, Edward C. Dickinson, Andy Elliott y Steven M. S. Gregory. Su especie tipo es Falco superciliosus, tradicionalmente conocido como Accipiter superciliosus y hoy Microspizias superciliosus.
Etimología
Etimológicamente el término genérico masculino Microspizias se construye con palabras en el idioma griego, en donde: μικρος significa ‘pequeño’ y σπιζιας es ‘halcón’. Hace referencia al pequeño tamaño de ambas especies, especialmente el de M. superciliosus.

## Historia taxonómica
Las 2 especies que integran Microspizias estuvieron ubicadas tradicionalmente en el género Accipiter, sin embargo, múltiples  análisis filogenéticos moleculares demostraron que ambas no estaban relacionadas con el núcleo general de Accipiter; además presentaban caracteres osteológicos particulares. Sobre esta base, se hizo necesario reconocer su carácter distintivo separándolas de dicho género y colocándolas en un género propio. Los autores proporcionaron un nuevo nombre, al no contarse con alguno disponible, ya que el que se había propuesto en el pasado (Hieraspiza Kaup, 1844) no incluía a alguna de las dos como especie tipo (es Accipiter virgatus) y es un nomen nudum.

## Caracterización y relaciones filogenéticas
Microspizias se diferencia de todas las especies de Accipiter por una combinación de caracteres que incluye: tamaño pequeño (longitud total <30 cm), ventral blanco barrado gris o marrón chocolate y juveniles dimórficos, de patrón general rojizo, con distintas franjas rufas en las plumas de las partes superiores.
No hay margen de duda que Microspizias no forma parte del megaclado Accipiter, pero su posición precisa dentro de Accipitrinae resulta poco clara, debido al bajo apoyo nodal obtenido; provisionalmente el taxón genérico más próximo sería el africano Kaupifalco. Ambos géneros formarían un clado junto con Harpagus.

### Subdivisión
Este género se compone de 2 especies:
- Microspizias collaris (P. L. Sclater, 1860) gavilancito torcaz
- Microspizias superciliosus (Linnaeus, 1766) gavilancito americano.

## Distribución y hábitat
El género se distribuye en Centro y Sudamérica, desde Nicaragua, Costa Rica, Panamá, Colombia, las Guayanas, Venezuela, Brasil, Ecuador, Perú, Bolivia y Paraguay hasta el nordeste de la Argentina.
Las especies que lo componen habitan en altitudes desde el nivel marino hasta 1800 m s. n. m.. Su hábitat natural son los bosques húmedos y selvas de llanura y montanas, tropicales y subtropicales. Como otras rapaces de hábitos selváticos, se ven afectados por la pérdida de hábitat.